# 1838 en philosophie
Chronologie de la philosophie
- 1834
- 1835
- 1836
- 1837
- 1838
- 1839
- 1840
- 1841
- 1842

L’année 1838 a été marquée, en philosophie, par les événements suivants :

## Événements
- Création de la Faculté de philosophie de l'université de Belgrade.
- Parution entre 1838 et 1843 de la revue en allemand Hallische Jahrbücher à laquelle participent les Jeunes hégéliens, dont notamment Ludwig Feuerbach.

## Publications
- Ralph Cudworth : A treatise of freewill.

## Naissances
- 16 janvier : Franz Brentano, philosophe allemand, mort en 1917.
- 18 février : Ernst Mach, physicien et philosophe autrichien, mort en 1916.
- 21 février : Josef Popper-Lynkeus, ingénieur et philosophe autrichien, mort en 1921.
- 31 mai : Henry Sidgwick, philosophe anglais, mort en 1900.
- 18 octobre : Alfred Fouillée, philosophe français, mort en 1912.

## Décès
- 13 mars : Poul Martin Møller, philosophe danois, né en 1794, mort à 43 ans.